# Коіон
Койон (рос. коион, англ. co-ion) —
- 1. У колоїдній хімії — йон з низькою відносною молекулярною масою та з зарядом того ж знака, що й заряд даного колоїдного йона.
- 2. У йонобмінниках — рухлива йонна форма з тим самим знаком заряду, що й у закріплених йонів.